# Чхук Рин
Чхук Рин (англ. Chhouk Rin) — камбоджийский военный преступник, бывший полевой командир «красных кхмеров», приговоренный камбоджийским судом к пожизненному заключению за убийство трех иностранных туристов. В 1994 году он организовал нападение на пассажирский поезд на юго-западе Камбоджи. Во время нападения были убиты несколько пассажиров и похищены с целью выкупа трое иностранных туристов. Впоследствии они были убиты «красными кхмерами».